# Chrysopoloma citrina
Chrysopoloma citrina is een vlinder uit de familie slakrupsvlinders (Limacodidae). De wetenschappelijke naam van deze soort is voor het eerst geldig gepubliceerd in 1886 door Druce.
De soort komt voor in tropisch Afrika.